# Finedon
Finedon est une paroisse civile et une ville du Northamptonshire, en Angleterre.